# 2008 en République centrafricaine
Cet article présente les faits marquants de l'année 2008 en République centrafricaine.

## Évènements
- Janvier 2008 : nouveau gouvernement dirigé par le premier ministre Faustin-Archange Touadéra.
- Dimanche 7 décembre 2008 : le Mouvement des libérateurs centrafricains pour la justice (MLCJ) a paraphé un cessez-le-feu et un accord de paix, à la veille de l'ouverture du dialogue, qui a rassemblé pouvoir, opposition, rébellions et société civile pour sortir la République centrafricaine de la crise et y ramener la paix.
- Jeudi 11 décembre 2008 : une attaque armée dans le nord-est du pays cause la mort de 12 personnes.
- Samedi 20 décembre 2008 : l'ex-président Ange-Félix Patassé (1999-2003), renversé par un coup d'État, reconnaît désormais comme président de son pays son « petit frère François Bozizé » : « Très cher petit frère, devant le peuple centrafricain et devant les invités, je réaffirme que je vous reconnais comme président de la République centrafricaine à cause de la paix pour le peuple centrafricain […]  Vous voici devant vos responsabilités. La solution n'est pas de vous demander de quitter le pouvoir, elle réside essentiellement dans l'optique de conduire le peuple aux élections démocratiques, transparentes et justes en 2010. Le peuple vous jugera de bonne foi »[1].